# Trichotithonus viridis
Trichotithonus viridis là một loài bọ cánh cứng trong họ Cerambycidae.